# Automobilwerk Zwickau
VEB Automobilwerk Zwickau, иногда сокращённо AWZ (Народное предприятие «автомобильный завод Цвиккау») — автопроизводитель в Германии, а позже в ГДР располагавшийся в Саксонском городе Цвиккау. В разное время занимался выпуском легковых автомобилей марок Audi, DKW, IFA и Trabant.

## История
Завод Werk Audi в Цвиккау был основан в 1909 году знаменитым немецким автомобильным инженером Аугустом Хорьхом, после того как тот был вынужден покинуть ранее основанную им компанию Horch. С 1910 года началось производство автомобилей марки Audi. В 1928 году фирма была выкуплена мотопроизводителем DKW и на заводе началось производство простых и дешевых автомобилей этой марки. С 1932 года компания вошла в концерн Auto Union. Во Вторую мировую войну завод был переориентирован на производство военной продукции.

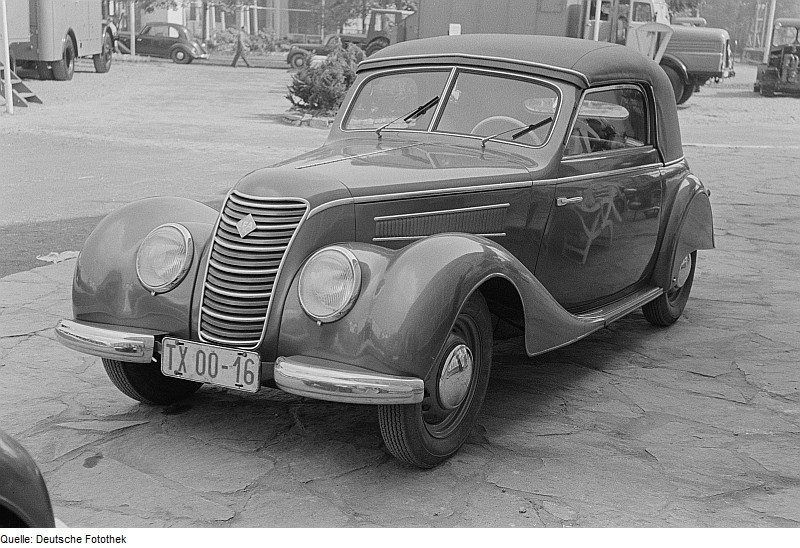
IFA F8 кабриолет кузовостроительного завода в Дрездене.

После окончания войны Цвиккау попал в Советскую оккупационную зону Германии и завод Werk Audi был национализирован получив название VEB Kraftfahrzeugwerk Audi Zwickau (Народное предприятие завод транспортных средств Ауди Цвиккау). С 1949 года здесь возобновился выпуск довоенной модели автомобиля F8, но под маркой IFA. Спустя год завод освоил новую модель F9 созданную на основе одноимённого прототипа 1940 года. Фактически с этого времени во многом схожие автомобили, появившиеся по сути из одного проекта, выпускали как во вновь образованной ГДР, в Цвиккау, так и на вновь созданном заводе Auto Union GmbH в Ингольштадте (ФРГ) под маркой DKW. С 1952 года на заводе началось производство армейского внедорожника P2M созданного на основе проекта внедорожника Horch P2 1940-х годов. Эти автомобили использовались в 50-х годах в Народной полиции и в Национальной народной армии ГДР.
В 1953 году производство модели F9 было перенесено на бывший завод BMW в Айзенахе и там она получила обозначение EMW 309. До 1955 года в Цвиккау продолжилось производство ещё довоенной модели F8, после чего началось производство нового малолитражного автомобиля P70 «Zwickau». Спустя два года вместо него началось производство народного автомобиля «Trabant».
По решению Совета Министров ГДР 1 мая 1958 года автозаводы «Sachsenring» (бывший Horch) в Цвиккау и VEB Automobilwerk Zwickau (AWZ) были объединены в одно предприятие VEB Sachsenring Automobilwerke Zwickau (Народное предприятие автомобильный завод Заксенринг Цвиккау). На бывшем заводе AWZ разместилось производство стеклопластиковых кузовов для автомобилей «Trabant». Также в конце 50-х в КБ завода были подготовлены проекты перспективных грузовых автомобилей, которые в будущем легли в основу грузовиков IFA W50, производство которых предполагали развернуть на заводе в Вердау, а после выпускали в Людвигсфельде.

## Модели завода
| Годы выпуска  | Модель                        | Описание | Фото          |
| ------------- | ----------------------------- | --- | ------------- |
| 1949–1955     | IFA F8                        | Довоенная модель выпускавшаяся в 1937-1942 годах. Производство возобновлено в 1949 году. Техническая часть впоследствии использована для новой модели P70. | IFA F8        |
| 1950–1953     | IFA F9                        | Модель создана на основе прототипа 1940 года. В Цвиккау собрано 1880 единиц. В 1953-м производство перенесено на завод в Айзенахе.                         | IFA F9        |
| 1952–1958     | IFA P2M                       | Армейский внедорожный автомобиль основанный на проекте внедорожника Horch P2 1940-х годов.                                                                 | IFA P2M       |
| 1955–1959     | P70 "Zwikcau"/Sachsenring P70 | Модель создана с использованием технической части довоенной модели F8. С 1958 года получила название Sachsenring P70.                                      | AWZ P70 Coupé |
| Середина 50-х | Прототип Trabant P50          | Прототип будущей микролитражки "Трабант". | Trabant P50   |
| 1957–1963     | P50 "Trabant"                 | Первая модель наиболее массового легкового автомобиля "Трабант".                                                                                           | Trabant P50   |